# 16794 Cucullia
16794 Cucullia (1997 CQ1) là một tiểu hành tinh nằm phía ngoài của vành đai chính được phát hiện ngày 2 tháng 2 năm 1997 bởi J. Ticha và M. Tichy ở Klet.